# Guttáció

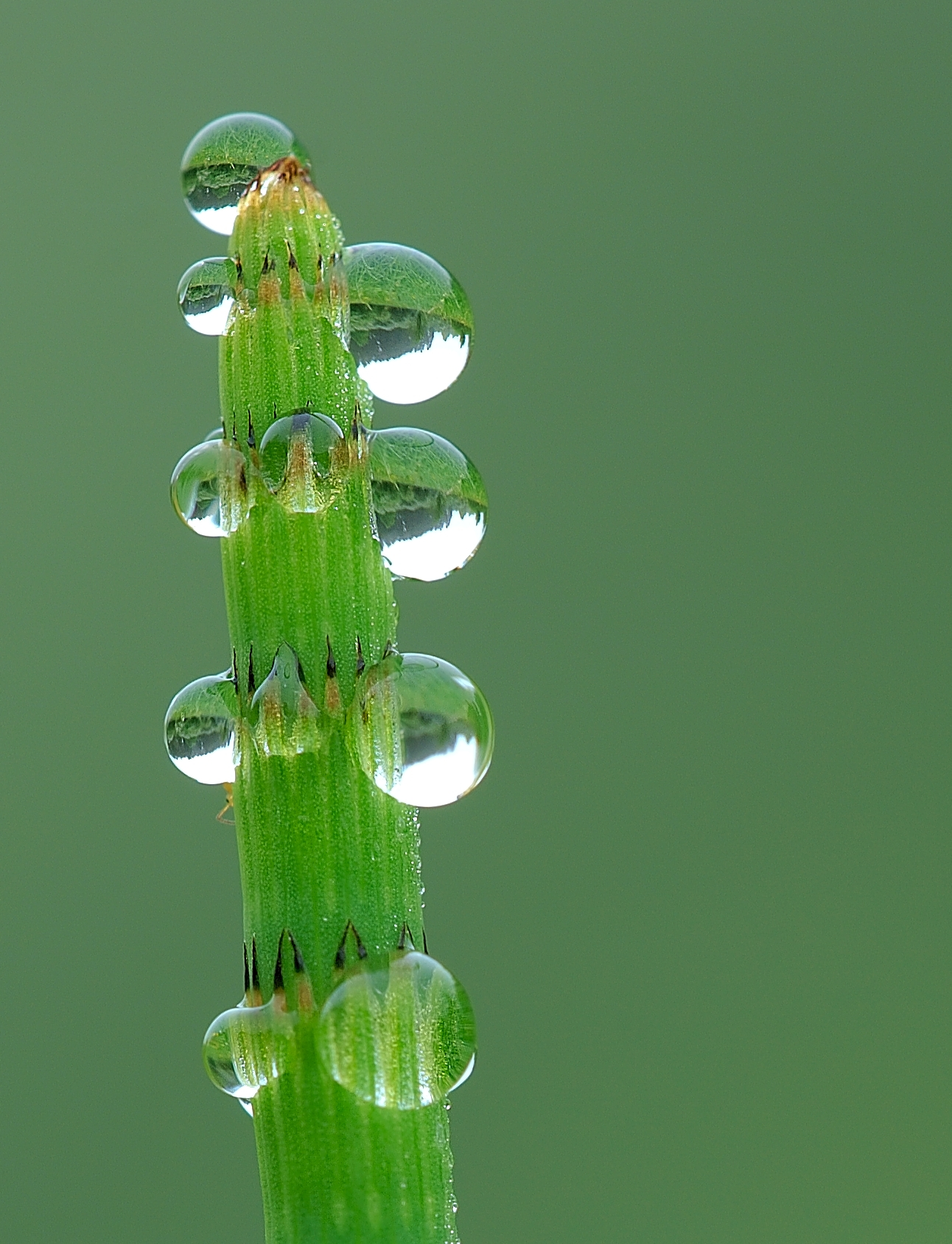
Guttáció zsurló levelén

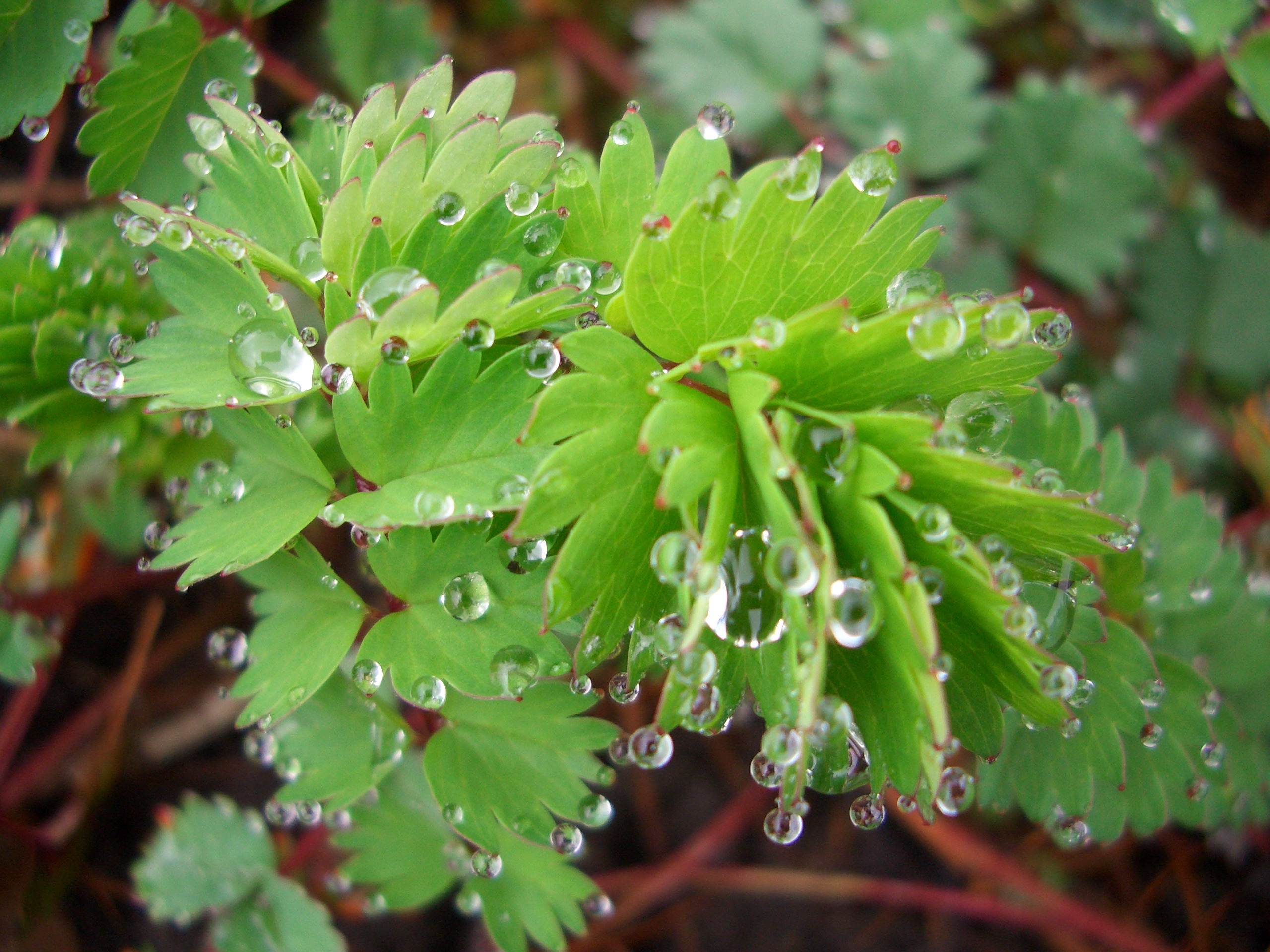
Guttáció csabaíre levelén

A guttáció vagy cseppkiválasztás egyes edényes növények levelein (a szőlő esetében módosult száron, az ágkacson) található hidatódákon (víznyílásokon) folyadékcseppek kiválasztódása. A hidatódákat kloroplasztiszmentes sejtek (epithema) övezik, melyek a folyadékot nyomás kifejtésével sejtközötti járatokon át juttatják az epidermisz felszínére.
A guttáció gyakori jelenség a Brassica nemzetség, a varjúhájfélék és a kőtörőfűfélék családjainak levelein. Fás szárú növények guttációja mérsékelt égöv alatt igen ritkán figyelhető meg, mivel a meleg, a magas páratartalom és a nedves talaj szükséges kombinációja ritkán fordul elő; trópusi esőerdőkben azonban éjszakánként gyakori jelenség. Toboztermőknél nem figyeltek még meg guttációt, ami a nagyon alacsony gyökérnyomás miatt nem meglepő; mesterségesen megnövelt gyökérnyomással azonban ott is előidézhető.
A guttáció esetenként összetéveszthető a harmattal, amikor a légköri nedvesség csapódik le a növény felületén.

## Folyamata
Az éjszaka folyamán általában szünetel a párologtatás, mivel a növények gázcserenyílásai csukva vannak. Ha a talajnedvesség nagy, víz szívódik fel a növény gyökereibe, mivel a gyökerek vízpotenciálja alacsonyabb a talajénál. A víz reggelre felgyülemlik a növényben, ezzel növelve a gyökérnyomást. A gyökérnyomás által hajtott víztől a növény a levélcsúcsokon vagy -széleken lévő specializált szerveken, a hidatódákon keresztül szabadul meg. Tehát a guttációt a gyökérnyomás, és nem a párologtatásból eredő ozmotikus szívóerő hajtja.

## Összetétele
A xilémnedv eredetű guttációs folyadék nem tiszta víz, sókat, cukrokat és más, vízben oldott szerves összetevőket is tartalmaz. Ezek néha fehér porszerű anyag formájában kikristályosodnak a levelek szélein, ami különösen látványos a magas sótartalmú élőhelyek halofita növényei esetén.

## Lásd még
- Ozmózis
- Hidatóda
- Xilém

## Fordítás
- Ez a szócikk részben vagy egészben a Guttation című angol Wikipédia-szócikk ezen változatának fordításán alapul.  Az eredeti cikk szerkesztőit annak laptörténete sorolja fel. Ez a jelzés csupán a megfogalmazás eredetét és a szerzői jogokat jelzi, nem szolgál a cikkben szereplő információk forrásmegjelöléseként.